# Eberhard Schäfer (Regisseur)
Eberhard Schäfer ist ein ehemaliger deutscher Filmregisseur, Drehbuchautor und Darsteller in der DDR.

## Leben
Eberhard Schäfer zählt zu den bekanntesten Regisseuren des Deutschen Fernsehfunks. Er war in den 1960er-Jahren zunächst als Darsteller zu sehen, wurde dann aber als Filmregisseur und später auch als Drehbuchautor tätig. Er hatte die Regie überwiegend bei heiteren Unterhaltungsfilmen wie der Reihe Ferienheim Bergkristall. 1990 erschien mit Himmelblaue Augen sein letzter Fernsehfilm.

## Filmografie
- 1969–1971: Dolles Familienalbum (Fernsehserie, 9 Folgen)
- 1971: Liebeszauber
- 1972: Gemischtes Doppel
- 1974: Die Ostsee ruft
- 1976: Frauen sind Männersache (+ Drehbuch)
- 1977: Du und icke und Berlin (+ Drehbuch)
- 1977: Drei Töchter – Armer Vater
- 1977: Umwege ins Glück
- 1978: Zwei Betten in der hohen Tatra
- 1979: Patricia
- 1980: Oben geblieben ist noch keiner (+ Drehbuch)
- 1983: Frühstück im Bett (+ Drehbuch)
- 1983: Unser bester Mann (+ Drehbuch)
- 1985: Ferienheim Bergkristall: Ein Fall für Alois
- 1986: Ferienheim Bergkristall: Das ist ja zum Kinderkriegen
- 1986: Schäferstündchen
- 1987: Ferienheim Bergkristall: So ein Theater
- 1988: Danke für die Blumen (+ Drehbuch)
- 1990: Himmelblaue Augen